# Diane Williams (Schriftstellerin)
Diane Williams (* 1946) ist eine US-amerikanische Schriftstellerin. Ihre Prosa, in der Regel sehr kurz, wurde vielfach unter Flash Fiction kategorisiert. Die Autorin selbst bezeichnet ihre Texte als „Stories“. Williams ist Gründerin und Herausgeberin der Literaturzeitschrift Noon (Eigenschreibweise: NOON). Mit einer Auswahl aus den Collected Stories of Diane Williams (2018) erschienen Texte der Autorin im Jahr 2021 zum ersten Mal auf Deutsch.

## Werdegang
Diane Williams stammt aus Illinois, ihre Vorfahren väterlicherseits waren aus Europa eingewandert. Den Nachnamen Williams nahm sie bei der Eheschließung an, ein konsequentes Arbeiten und Leben als Schriftstellerin begann sie nach ihrer Scheidung. Als wesentlichen Impuls benannte sie ein Schreibseminar bei Philip Roth an der University of Pennsylvania. Wichtig für ihre literarische Entwicklung waren auch Kurse bei Gordon Lish, der sich nicht zuletzt als Lektor profiliert hatte, in New York. Im Jahr 1990 erschien ihr erstes Buch This Is About the Body, the Mind, the Soul, the World, Time, and Fate. Auch die folgenden Titel erschienen in Independent-Verlagen. Die Bezeichnung ihres Schreibens als „experimentell“ lehnt Diane Williams ab.
Von 1985 bis 1997 war sie Mitherausgeberin und Redakteurin der Literaturzeitschrift Story Quarterly, seit 2000 gibt sie Noon heraus. Ihr Vorlass befindet sich in der Lilly Library der Indiana University Bloomington.
Die Autorin hat zwei erwachsene Söhne aus ihrer Ehe, sie lebt mit ihrem Partner, dem aus Schweden stammenden Architekten und Bildhauer Wolfgang Neumann, in New York.

## Werk
- This Is About the Body, the Mind, the Soul, the World, Time, and Fate. Grove Weidenfeld, 1990
- Some Sexual Success Stories Plus Other Stories in Which God Might Choose to Appear. Grove Weidenfeld, 1992
- The Stupefaction. Alfred A. Knopf, 1996
- Excitability. Selected Stories. Dalkey Archive Press, 1998
- Romancer Erector. Dalkey Archive Press, 2001
- It Was Like My Trying to Have a Tender-Hearted Nature. A Novella and Stories. 2007
- Vicky Swanky Is a Beauty. McSweeney’s, 2012
- Fine, Fine, Fine, Fine, Fine. McSweeney’s, 2016
- The Collected Stories of Diane Williams. Soho Press, 2018
- Dangeresque. [Von Sabine Schulz übersetzter Auswahlband]. Diaphanes, 2021
- How High? – That High. Soho Press, 2021